# کریستینه‌بری، اوسکاشهامن
کریستینه‌بری (به سوئدی: Kristineberg) یک منطقهٔ مسکونی در سوئد است که در بخش اسکاشهامن واقع شده‌است. کریستینه‌بری ۱٫۸۳ کیلومتر مربع مساحت و ۳٬۰۴۸ نفر جمعیت دارد.